# Bướm sư Asella
Bướm đêm nhân sư Asella (Sphinx asella) là một loài bướm đêm thuộc họ Sphingidae.
Sải cánh dài 80–99 mm. Mỗi năm có một lứa với năm con trưởng thành bay từ tháng 5 đến tháng 7.
Ấu trùng ăn Manzanita và Arctostaphylos.